# Elezioni parlamentari in Marocco del 1984
Le elezioni generali in Marocco del 1984 si sono tenute il 14 settembre. Esse hanno visto la vittoria dell'Unione Costituzionale, che ha sconfitto il Raggruppamento Nazionale degli Indipendenti.

## Risultati
| Liste                                                | Elezioni dirette | Elezioni dirette | Elezioni dirette | Elezioni indirette | Elezioni indirette | Elezioni indirette | Seggi totali | +/-   |
| Liste                                                | Voti             | %                | Seggi            | Voti               | %                  | Seggi              | Seggi totali | +/-   |
| ---------------------------------------------------- | ---------------- | ---------------- | ---------------- | ------------------ | ------------------ | ------------------ | ------------ | ----- |
| Unione Costituzionale                                | 1.101.502        | 24,79            | 55               |                    |                    | 27                 | 82           | Nuovo |
| Raggruppamento Nazionale degli Indipendenti          | 763.395          | 17,18            | 38               |                    |                    | 22                 | 60           | Nuovo |
| Movimento Popolare                                   | 695.020          | 15,54            | 31               |                    |                    | 16                 | 47           | +32   |
| Istiqlal                                             | 681.083          | 15,33            | 23               |                    |                    | 17                 | 40           | -11   |
| Unione Socialista delle Forze Popolari               | 550.291          | 12,39            | 34               |                    |                    | 1                  | 35           | +34   |
| Partito Nazional-Democratico                         | 396.370          | 8,92             | 15               |                    |                    | 9                  | 24           | Nuovo |
| Partito del Progresso e del Socialismo               | 102.314          | 2,8              | 2                |                    |                    | 0                  | 2            | 0     |
| Movimento Popolare Democratico e Costituzionale      | 69.862           | 1,6              | 0                |                    |                    | 0                  | 0            | -44   |
| Organizzazione per la Democrazia e l'Azione Popolare | 32.766           | 0,7              | 1                |                    |                    | 0                  | 1            | Nuovo |
| Partito dell'Azione                                  | 20.126           | 0,5              | 0                |                    |                    | 0                  | 0            | -3    |
| Partito Democratico dell'Indipendenza                | 20.126           | 0,5              | 0                |                    |                    | 0                  | 0            | Nuovo |
| Partito Nazionale per l'Unità e la Solidarietà-PCS   | 9.810            | 0,2              | 0                |                    |                    | 0                  | 0            | Nuovo |
| Unione Marocchina del Lavoro                         | -                | -                | -                |                    |                    | 5                  | 5            | -2    |
| Confederazione Democratica dei Laburisti             | -                | -                | -                |                    |                    | 3                  | 3            | Nuovo |
| Unione Generale dei Lavoratori Marocchini            | -                | -                | -                |                    |                    | 2                  | 2            | Nuovo |
| Schede bianche/nulle                                 | 556.642          | -                | -                | -                  | -                  | -                  | -            | -     |
| Totale                                               | 4.999.646        | 100              | 199              |                    |                    | 102                | 301          | +37   |